# 國際火山學與地球內部化學協會
國際火山學與地球內部化學協會（International Association of Volcanology and Chemistry of the Earth's Interior，簡稱IAVCEI）前身是1919年成立的國際大地測量學與地球物理學聯合會火山學支部，成立的宗旨是促進火山學、地球化學、岩石學、地質年代學的研究和減低火山爆發災害的國際交流，成員是國際大地測量學與地球物理學聯合會成員國，1996年起接納以個人身分加入協會。

## 外部連結
- （英文）IAVCEI 官方网站 （页面存档备份，存于）